# Салча-Тудор (комуна)
Салча-Тудор (рум. Salcia Tudor) — комуна у повіті Бреїла в Румунії. До складу комуни входять такі села (дані про населення за 2002 рік):
- Арічу (203 особи)
- Гуліанка (527 осіб)
- Куза-Воде (1047 осіб)
- Оленяска (450 осіб)
- Салча-Тудор (835 осіб)

Комуна розташована на відстані 151 км на північний схід від Бухареста, 37 км на захід від Бреїли, 42 км на захід від Галаца.

## Населення
За даними перепису населення 2002 року у комуні проживали 3062 особи.
Національний склад населення комуни:
| Національність | Кількість осіб | Відсоток |
| -------------- | -------------- | -------- |
| румуни         | 3061           | > 99,9%  |
| угорці         | 1              | < 0,1%   |

Рідною мовою назвали:
| Мова      | Кількість осіб | Відсоток |
| --------- | -------------- | -------- |
| румунська | 3061           | > 99,9%  |
| угорська  | 1              | < 0,1%   |

Склад населення комуни за віросповіданням:
| Релігія       | Кількість осіб | Відсоток |
| ------------- | -------------- | -------- |
| православні   | 2970           | 97,0%    |
| адвентисти    | 35             | 1,1%     |
| баптисти      | 24             | 0,8%     |
| п'ятдесятники | 2              | 0,1%     |
| реформати     | 1              | < 0,1%   |
| не релігійні  | 1              | < 0,1%   |